# Bouchard Plaza
Bouchard Plaza appelé aussi 'Edificio la Nacion' est un gratte-ciel de bureaux de 100 mètres de hauteur, construit à Buenos Aires en Argentine en 2003.
Les architectes de l'immeuble  sont l'agence Estudio Aisenson et l'agence américaine Hellmuth, Obata & Kassabaum